# European Cup di ginnastica ritmica 2024
La European Cup di ginnastica ritmica 2024  è un concorso di ginnastica ritmica fondato dalla Federazione Internazionale di Ginnastica (FIG), riservato a ginnaste europee. Le ginnaste sono invitate dalla Federazione in base ai risultati e alle classifiche delle precedenti competizioni, quali i Campionati del Mondo o le Olimpiadi. Nell'edizione 2024 si è composta di una sola tappa, in Azerbaijan

## Calendario
| Data       | Location |
| ---------- | -------- |
| 3-5 maggio | Baku     |

## Vincitori

### Baku
| Competizioni       | Oro                                                                                          | Argento                                                                                | Bronzo |
| ------------------ | -------------------------------------------------------------------------------------------- | -------------------------------------------------------------------------------------- | --- |
| Gare a squadra     |                                                                                              |                                                                                        | |
| All-Around         | Israele Shani Bakanov Adar Friedmann Romi Paritzki Ofir Shaham Diana Svertsov                | Italia Martina Centofanti Agnese Duranti Alessia Maurelli Daniela Mogurean Laura Paris | Azerbaigian Gullu Aghalarzade Laman Alimuradova Kamilla Aliyeva Zeynab Hummatova Yelyzaveta Luzan Darya Sorokina |
| 5 Cerchi           | Israele Shani Bakanov Adar Friedmann Romi Paritzki Ofir Shaham Diana Svertsov                | Italia Martina Centofanti Agnese Duranti Alessia Maurelli Daniela Mogurean Laura Paris | Bulgaria Rachel Stoyanov Sofia Ivanova Magdalina Minevska Margarita Vasileva Kamelia Petrova                     |
| 3 Nastri + 2 Palle | Bulgaria Rachel Stoyanov Sofia Ivanova Magdalina Minevska Margarita Vasileva Kamelia Petrova | Italia Martina Centofanti Agnese Duranti Alessia Maurelli Daniela Mogurean Laura Paris | Azerbaigian Gullu Aghalarzade Laman Alimuradova Kamilla Aliyeva Zeynab Hummatova Yelyzaveta Luzan Darya Sorokina |
| Gare individuali   |                                                                                              |                                                                                        | |
| Cross Battle       | Stiliana Nikolova                                                                            | Sofia Raffaeli                                                                         | Daria Atamanov                                                                                                   |
| Cerchio            | Sofia Raffaeli                                                                               | Boryana Kaleyn                                                                         | Vera Tugolukova                                                                                                  |
| Palla              | Boryana Kaleyn                                                                               | Christina Dragan                                                                       | Daniela Munits                                                                                                   |
| Clavette           | Stiliana Nikolova                                                                            | Sofia Raffaeli                                                                         | Vera Tugolukova                                                                                                  |
| Nastro             | Boryana Kaleyn                                                                               | Vera Tugolukova                                                                        | Sofia Raffaeli                                                                                                   |

## Medagliere
| Posiz. | Nazione     | Oro | Argento | Bronzo | Totale |
| ------ | ----------- | --- | ------- | ------ | ------ |
| 1      | Bulgaria    | 5   | 1       | 1      | 7      |
| 2      | Israele     | 2   | 0       | 2      | 4      |
| 3      | Italia      | 1   | 5       | 1      | 7      |
| 4      | Cipro       | 0   | 1       | 2      | 3      |
| 5      | Romania     | 0   | 1       | 0      | 1      |
| 6      | Azerbaigian | 0   | 0       | 2      | 2      |
| Totale | Totale      | 8   | 8       | 8      | 24     |